# NGC 2667
NGC 2667 (również IC 2410 lub PGC 24741) – galaktyka spiralna (S?), znajdująca się w gwiazdozbiorze Raka. Odkrył ją Heinrich Louis d’Arrest 18 lutego 1862 roku. W jej pobliżu znajduje się galaktyka IC 2411, zwana czasem NGC 2667B.